# Будинг, Инго
Инго Будинг (нем. Ingo Buding; 9 января 1942, Ловрин, Румыния — 10 мая 2003, Бандоль, Франция) — западногерманский теннисист, младший брат Эдды Будинг.
- Двукратный победитель чемпионата Франции в одиночном разряде среди юношей
- Финалист Кубка Дэвиса (1970) в составе сборной ФРГ
- Серебряный призёр выставочного турнира Олимпийских игр в Мехико в одиночном и смешанном парном разряде.

## Спортивная карьера
Инго Будинг, младший из четырёх детей в семье Франца Будинга, считался и самым талантливым из них; германская пресса отмечала это уже в 1954 году, когда Инго было 12 лет, а его старшие сёстры Эдда и Ильза были чемпионками Аргентины соответственно среди взрослых и среди девушек. В 1959 и 1960 годах Инго дважды подряд выиграл чемпионат Франции среди юношей; он остаётся лишь одним из двух немецких теннисистов, завоёвывавших этот титул в юношеских соревнованиях (вторым стал 37 лет спустя Даниэль Эльзнер), и единственным, кто сделал это дважды. Со следующего года 19-летний Инго начал выступления за сборную ФРГ в Кубке Дэвиса.
За карьеру Будинг провёл за сборную ФРГ 26 матчей, выиграв 26 из 37 своих встреч в одиночном разряде и 10 из 15 в парном. С его участием сборная неоднократно побеждала в Европейской отборочной зоне и выходила в межзональный турнир, где определялся претендент на финальный матч с действующим обладателем Кубка Дэвиса. Наивысшего успеха за эти годы немцы достигли в 1970 году, в последний год выступлений Будинга за сборную, когда им удалось выйти в финал против сборной США. Инго принёс в этом сезоне своей команде четыре очка в четырёх парных встречах — в том числе в европейском финале со сборной СССР, где он и Вильгельм Бунгерт победили Александра Метревели и Сергея Лихачёва, но в межзональном турнире и финале не играл.
На индивидуальном уровне Будинг играл в финалах таких престижных турниров, как Международный чемпионат Испании в Барселоне и Международный чемпионат Западного Берлина. В 1968 году на Олимпиаде в Мехико он дошёл до финала как в одиночном, так и в смешанном парном разряде. На турнирах Большого шлема его лучшим результатом стал выход в четвертьфинал на чемпионате Франции в 1965 году после победы над посеянным под шестым номером Мартином Маллиганом. Однако в последние годы карьеры, когда Будинг начал выступать за деньги в маленьких турнирах сомнительной репутации, это испортило его отношения с Федерацией тенниса ФРГ, несколько раз отстранявшей его от более престижных соревнований.
Уже в конце игровой карьеры Инго Будинг помогал отцу вести дела принадлежащих тому гостиницы и спортивного клуба в Бандоле (Франция), и по её окончании полностью сосредоточился на бизнесе. Клуб-отель Ingo Buding Tennis, открывшийся на Лазурном Берегу в 1989 году, продолжает действовать до настоящего времени, десять лет спустя после смерти Инго.